# The Blue Stones
The Blue Stones is een Canadese rockband, gevormd in 2011. Tarek Jafar en Justin Tessier zijn de leden van de band. Het debuutalbum van de groep werd in 2015 uitgebracht.

## Biografie

### Ontstaan
De Canadese band werd in 2011 opgericht door Tarek Jafar en Justin Tessier. In datzelfde jaar bracht de band hun eerste ep uit, 'The Blue Stones EP', dat 6 nummers bevat onder een onafhankelijk platenlabel. Later in 2011 bracht de band een limited edition versie uit van de ep, met de originele 6 nummers, en 9 extra livenummers, die getiteld zijn als 'Live Off The Floor.'
In 2012 bracht de band een tweede ep uit, 'How's That Sound?' Hier verscheen het nummer van de band 'Rolling with the Punches' voor het eerst. In 2018 werd het nummer opnieuw uitgebracht als single, en op het opnieuw uitgebrachte album 'Black Holes.'

### Black Holes
Op 20 oktober 2015 werd het debuutalbum van de band uitgebracht, onder het label Entertainment One. Het album bevatte 2 singles, 'Black Holes', en 'Be My Fire.' Toen het album opnieuw werd uitgebracht in op 26 oktober 2018, werd het nummer 'Shakin' Off The Rust' verplaatst door het nummer 'Rolling with the Punches', dat eerder al was verschenen op een eerdere ep.

### Hidden Gems
Op 5 februari 2021 werd het 2de album van de band aangekondigd, 'Hidden Gems.' Het album werd uitgebracht op 19 maart 2021. In een interview met Upset, vertelde Tarek Jafar over het album: 'Even though some of these songs sound different, at the end of the day we stayed true to who we are as The Blue Stones. So even if the songs border on a different genre, you’re still going to get us, because it’s still us writing the songs and performing the songs. We have a vision that we’ve been focused on since we started this band and that hasn’t changed. I want the fans to really enjoy and connect with these songs.' Het album bevat de single 'Spirit', die een dag voor de aankondiging van het nieuwe album werd uitgebracht.

## Discografie

### Albums
| Jaar | Titel          |
| ---- | -------------- |
| 2015 | Black Holes    |
| 2021 | Hidden Gems    |
| 2022 | Pretty Monster |

### Ep's
| Jaar | Titel                             |
| ---- | --------------------------------- |
| 2011 | The Blue Stones EP                |
| 2012 | How's That Sound?                 |
| 2019 | Live in SiriusXM Studios          |
| 2019 | The Blue Stones on Audiotree Live |
| 2020 | Live on Display                   |

### Singles
| Jaar | Titel                       |
| ---- | --------------------------- |
| 2014 | Saw Mill                    |
| 2016 | Black Holes (Solid Ground)  |
| 2018 | Rolling with the Punches    |
| 2018 | Be My Fire                  |
| 2019 | Shakin' Off the Rust        |
| 2019 | Grim                        |
| 2020 | Careless                    |
| 2020 | Let It Ride                 |
| 2021 | Spirit                      |
| 2022 | Don't Miss                  |
| 2022 | Good Ideas                  |
| 2022 | What's It Take To Be Happy? |
| 2024 | Your Master                 |
| 2024 | Kill Box                    |
| 2025 | Come Apart                  |